# (3797) Ching-Sung Yu
(3797) Ching-Sung Yu es un asteroide perteneciente al cinturón exterior de asteroides descubierto el 22 de diciembre de 1987 por el equipo del Observatorio Oak Ridge desde la Estación George R. Agassiz, Estados Unidos.

## Designación y nombre
Ching-Sung Yu recibió al principio la designación de 1987 YL.
Más tarde, en 1989, se nombró en honor del astrónomo chino Ching-Sung Yu (1897-1978).

## Características orbitales
Ching-Sung Yu orbita a una distancia media del Sol de 3,221 ua, pudiendo alejarse hasta 3,677 ua y acercarse hasta 2,765 ua. Su excentricidad es 0,1416 y la inclinación orbital 0,8407 grados. Emplea 2112 días en completar una órbita alrededor del Sol.

## Características físicas
La magnitud absoluta de Ching-Sung Yu es 12,8.